# Robin Day (periodista)
Sir Robin Day (Londres, Reino Unido, 24 de octubre de 1923 - 6 de agosto del 2000) fue un periodista político y locutor de radio y televisión británico.
El obituario de Day en The Guardian de Dick Taverne decía que él era "el periodista de televisión más destacado de su generación. Transformó la entrevista televisiva, cambió la relación entre los políticos y la televisión, y se esforzó por afirmar el equilibrio y la racionalidad en el tratamiento de los asuntos de actualidad por parte del medio".

## Vida
Day nació en Hampstead Garden Suburb, Londres, el menor de cuatro hijos de William Day (c. 1885 - c. 1948), un ingeniero telefónico de la oficina de correos que se convirtió en gerente administrativo de GPO, y su esposa Florence. Recibió su primera educación formal en Brentwood School de 1934 a 1938,  asistió brevemente a Crypt School, Gloucester, y más tarde a Bembridge School en la Isla de Wight.
Durante la Segunda Guerra Mundial, recibió una comisión en la Artillería Real del Ejército británico, con la que sirvió desde 1943. Fue enviado a África Oriental y vio poca acción. Fue dado de baja del ejército británico en 1947 con el rango de teniente y fue a St Edmund Hall, Oxford para estudiar derecho. Mientras estaba en la Universidad de Oxford, fue elegido presidente de la sociedad de debate Oxford Union y también participó en una gira de debate por los Estados Unidos de América, dirigida por la Unión de Habla Inglesa.
Fue llamado al Colegio de Abogados de Middle Temple en 1952, pero ejerció la abogacía solo brevemente.

## Carrera
Day pasó casi toda su vida laboral en el periodismo. Saltó a la fama en el nuevo Independent Television News (ITN) de 1955. Según Dick Taverne, Day se dio cuenta por primera vez al entrevistar a Sir Kenneth Clark, entonces presidente del regulador Independent Television Authority. La ITA había propuesto recortar las horas de transmisión y las finanzas de ITN. Su enfoque directo y no deferente era entonces completamente nuevo. Day fue el primer periodista británico en entrevistar al presidente de Egipto, Gamal Adbel Nasser, después de la Crisis de Suez.
En 1958, entrevistó al primer ministro Harold Macmillan, en lo que el Daily Express llamó: "el contrainterrogatorio más vigoroso al que ha sido sometido un primer ministro en público". La entrevista convirtió a Day en una personalidad televisiva y probablemente fue la primera vez que la televisión británica se convirtió en una parte seria del proceso político. Estuvo en el personal de ITN durante cuatro años, renunció para presentarse a las elecciones generales de 1959 como candidato del Partido Liberal por Hereford, pero no fue elegido. Después de un breve período en News Chronicle, se mudó a la BBC.
Fue un elemento habitual en todos los programas nocturnos de elecciones generales de la BBC desde la década de 1960 hasta 1987. En televisión, presentó Panorama y presidió el turno de preguntas (1979-1989). Su estilo de entrevista incisivo y, a veces, para los estándares de la época, abrasivo, junto con sus gafas de montura gruesa y su pajarita característica, lo convirtieron en una figura reconocible al instante y frecuentemente suplantada durante cinco décadas.
A principios de la década de 1970, Day trabajó en BBC Radio, donde demostró ser un innovador con It's Your Line (1970-1976). Este fue un programa nacional de llamadas telefónicas que permitió a la gente común, por primera vez, hacer preguntas directamente al primer ministro y a otros políticos (luego dio lugar a Election Call). También presentó The World at One de 1979 a 1987. En los Honores de Año Nuevo de 1981, fue nombrado caballero por sus servicios a la radiodifusión.
Su último trabajo televisivo habitual fue Book Talk de Robin Day, que se emitió en los primeros días de BBC News 24 alrededor de 1998. El programa incluía entrevistas y debates sobre libros, en general en torno a un tema político. En ocasiones, tomó la forma de una entrevista uno a uno, mientras que en otras ocasiones consistió en un panel de discusión.

## Vida personal
En 1965, Day se casó con Katherine Ainslie, una abogada australiana en St Anne's College, Oxford; la pareja tuvo dos hijos. El matrimonio se disolvió en 1986. Su hijo mayor sufrió múltiples fracturas de cráneo en una caída infantil y nunca se recuperó por completo.
En la década de 1980, Day tuvo un bypass coronario y padecía problemas respiratorios que a menudo eran evidentes cuando estaba en el aire. Siempre había luchado contra la tendencia a engordar. Como estudiante universitario, pesaba 108 kg; 238 lb (17 libras) y afirmó que, en el transcurso de su vida, había logrado perder más peso que cualquier otra persona.
La locutora Joan Bakewell recordó que si bien Day era profesional cuando estaba en la oficina, era irrespetuoso con las locutoras: "Socialmente era una amenaza. No había sutileza en sus modales: en las fiestas de la oficina atacaba de frente". entrevista ¿te gusta? ¿Te miran las piernas? ¿Te miran los pechos? ¿Duermes con muchos de ellos? ... Cada vez que aparecía a la vista, me esfumaba".

## Fallecimiento
Day murió de complicaciones cardíacas, a los 76 años, la noche del 6 de agosto de 2000 en el Hospital Wellington de Londres.
Se llevó a cabo un funeral en la capilla de Mortlake Crematorium, donde se incineró su cuerpo. Sus cenizas fueron enterradas en una tumba cerca de la puerta sur de la Iglesia de Santa Cándida y Santa Cruz, en Whitchurch Canonicorum en el condado de Dorset. La piedra conmemorativa de la tumba lleva las palabras: "En memoria amorosa de Sir Robin Day, el Gran Inquisidor".

### En la cultura popular
Day es interpretado por Bertie Carvel en el episodio "Marionetas" de la temporada 2 de la serie de Netflix The Crown.

## Publicaciones
- Television: A Personal Report (1961)
- Day by Day: A Dose of My Own Hemlock (1975) (autobiografía)
- The Media and Political Violence, by Richard Clutterbuck (1983; Day escribió un prefacio)
- The Grand Inquisitor (1989) (autobiografía)
- ... But with Respect (1993) (transcripciones de entrevistas)
- Speaking for Myself (1999) (colección de discursos políticos)